# Stephan Feck
Stephan Feck (Leipzig, RDA, 17 de febrero de 1990) es un deportista alemán que compitió en saltos de trampolín.
Ganó seis medallas en el Campeonato Europeo de Natación entre los años 2010 y 2015.
Participó en dos Juegos Olímpicos de Verano, en los años 2012 y 2016, ocupando el cuarto lugar en la prueba sincronizada.

## Palmarés internacional
| Campeonato Europeo | Campeonato Europeo       | Campeonato Europeo | Campeonato Europeo   |
| Año                | Lugar                    | Medalla            | Prueba               |
| ------------------ | ------------------------ | ------------------ | -------------------- |
| 2010               | Budapest (Hungría)       | Medalla de plata   | Trampolín 3 m sincro |
| 2011               | Turín (Italia)           | Medalla de plata   | Trampolín 3 m sincro |
| 2012               | Eindhoven (Países Bajos) | Medalla de plata   | Trampolín 3 m sincro |
| 2013               | Rostock (Alemania)       | Medalla de plata   | Trampolín 3 m sincro |
| 2014               | Berlín (Alemania)        | Medalla de plata   | Trampolín 3 m sincro |
| 2015               | Rostock (Alemania)       | Medalla de bronce  | Trampolín 3 m sincro |